# Aerangis bouarensis
Espèce
Aerangis bouarensis Chiron est une espèce de plantes de la famille des Orchidées et du genre Aerangis, endémique d'Afrique centrale.

## Étymologie
Son épithète spécifique bouarensis fait référence à la localité de Bouar, dans la préfecture de Nana-Mambéré (République centrafricaine), près de laquelle elle a été collectée.

## Description
C'est une herbe épiphyte avec une tige courte.

## Distribution
Relativement rare, l'espèce a été observée sur deux sites en République centrafricaine et sur un site non identifié précisément dans la Région de l'Adamaoua au Cameroun.